# Черлтон, Джон, 2-й барон Черлтон
Джон Черлтон, 2-й барон Черлтон (англ. John Charleton, 2st Baron Cherleton; умер до 30 августа 1360 года) — английский аристократ, лорд Валлийской марки.

## Биография
Семейство Черлтонов принадлежало к рыцарству Шропшира. Отец Джона, носивший то же имя, благодаря браку получил обширные земли в Поуисе в Южном Уэльсе и стал первым бароном Черлтоном. Он умер в 1353 году, и Джон-младший унаследовал его земли и титул. 2-й барон Черлтон был впервые вызван в парламент в мае 1354 года. Он участвовал в Столетней войне (в частности, в походе Чёрного принца в Лангедок в 1355 году). В 1359 году Черлтон был назначен лордом-камергером, но вскоре умер.
Джон Черлтон был женат на Мод Мортимер, дочери Роджера Мортимера, 1-го графа Марча, и Жанны де Женевиль. В этом браке родился сын, тоже Джон, ставший 3-м бароном Черлтоном.